# Schottendeck
Das Schottendeck ist das unterste Deck ohne Schotten und liegt i. d. R. über der Wasserlinie.

## Einzelheiten
Nach Definition der Behörden und der Klassifikationsgesellschaften ist das Schottendeck das oberste auf ganzer Länge durchlaufende Deck eines Schiffes, an das die wasserdichten Schotten von unten hinaufreichen. Bei Volldeckschiffen ist es  gleichzeitig das Hauptdeck und Freiborddeck (auch Vermessungsdeck). Ist über dem Freiborddeck jedoch noch ein weiteres auf ganzer Länge durchlaufendes Deck angeordnet, wie früher bei sogenannten Schutzdeckern üblich, so gilt dieses als Hauptdeck, und das Schottendeck liegt eine Decksebene darunter.